# Sedrun
Sedrun is de hoofdplaats van de gemeente Tujetsch in het dal van de Voor-Rijn (Surselva) in het Zwitserse kanton Graubünden.

## Porta Alpina

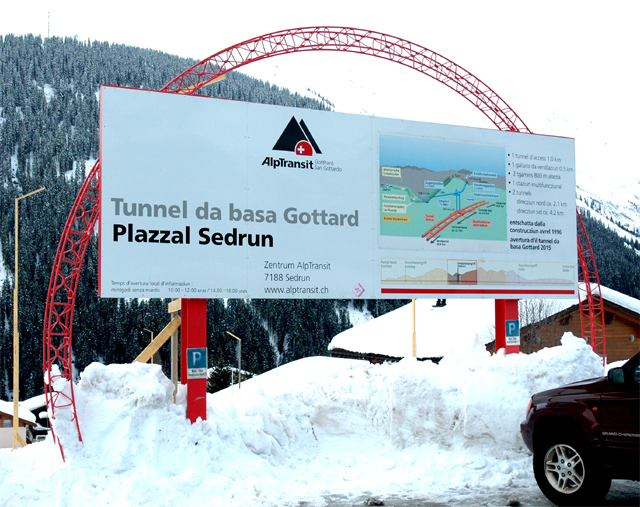
toegang van de tunnel

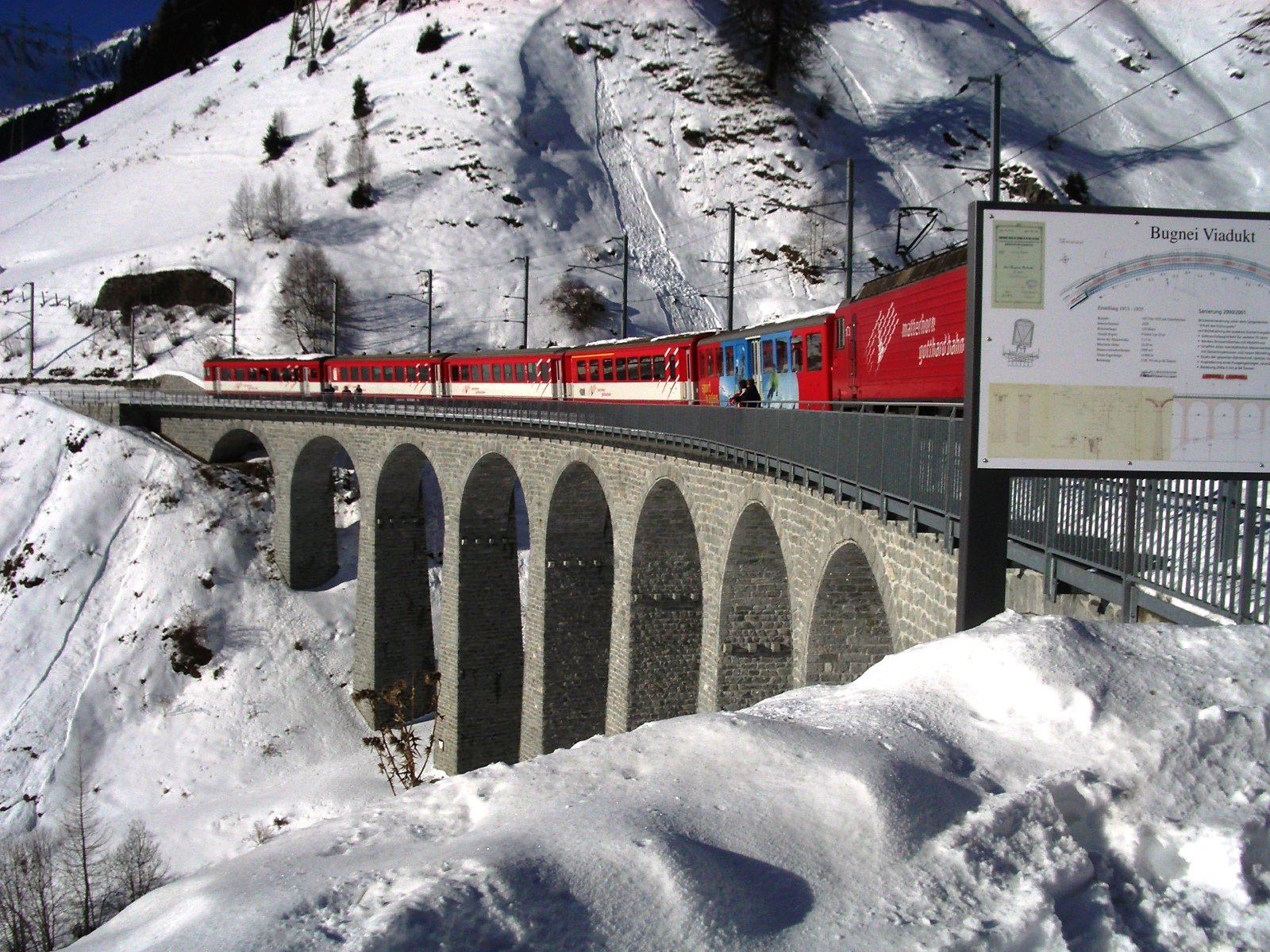
viaduct van de bovengrondse spoorlijn

Verwacht werd dat Sedrun een toeristische plaats zou gaan worden met de komst van de Porta Alpina. Dit ondergrondse spoorwegstation in de Gotthard-Basistunnel zou een directe verbinding met het dorpje krijgen waardoor wintersporters het gebied gemakkelijk kunnen bereiken. De oplevering hiervan stond gepland voor 2017. Hoewel de tunnel geschikt is gemaakt voor de aanleg van dit station, werd in 2007 besloten het station niet te bouwen.
Bovengronds beschikt Sedrun over een halte van de smalspoorlijn Brig-Andermatt-Disentis van de Matterhorn Gotthard Bahn, die over de beide Gotthardtunnels loopt.